# 高木仁三郎
高木 仁三郎（たかぎ じんざぶろう、1938年7月18日 - 2000年10月8日）は、日本の物理学者。専門は核化学。理学博士（東京大学）。
群馬県前橋市出身。群馬県立前橋高等学校、東京大学理学部化学科卒業。

## 人物
父は開業医。幼少時の仇名は「ジンザ」でエスペラントに関心を持っていた。
宮沢賢治文学を愛好した。群馬大学学芸学部附属小・中学校時代の同級生には、日本銀行で要職を務めたあとOECD経済総局長、ついでOECD副事務総長に栄進した重原久美春、SF作家の豊田有恒、がいる。
『高木仁三郎著作集』（全12巻）など多数の著書を七つ森書館より刊行。同社の中里英章社長（当時）は高木に師事した。
政府の原子力政策について自由な見地からの分析・提言を行う為、原子力業界から独立したシンクタンク・原子力資料情報室を設立して代表を務めた。
原子力発電の持続不可能性、プルトニウムの危険性などについて警告を発した。特に地震の際の原発の危険性を予見し地震時の対策の必要性を訴えたほか、脱原発を唱え、脱原子力運動を象徴する人物でもあった。
原子力発電に対する不安、関心が高まった1980年代末にはマスメディアでの発言も多かった。
新東京国際空港（現・成田国際空港）の建設反対運動にも参加していた。
2011年7月、『サンデーフロントライン』（テレビ朝日）にて、少年期から学究の道を経て市民科学者として原子力問題に半生を投じた高木を回顧する特集が組まれた。

## 略歴
- 1961年、日本原子力事業（日本原子力事業総合研究所核化学研究室）に勤務。
- 1965年、東京大学原子核研究所助手となる。
- 1969年、東京都立大学理学部助教授。
- 1972年、マックスプランク核物理研究所客員研究員。
- 1973年、東京都立大学を退職。
- 1974年、プルトニウム問題を考える自主グループ「プルトニウム研究会」を組織。
- 1975年、原子力資料情報室専従世話人となる。のちに代表をつとめた。
- 1988年、反原発運動全国集会事務局長。
- 1992年、多田謡子反権力人権賞受賞。
- 1993年、サンケイ児童出版文化賞受賞。
- 1997年、ライト・ライブリフッド賞受賞。
- 2000年、東京都中央区の聖路加国際病院で大腸癌のため死去、62歳[1]。12月、遺志により高木仁三郎市民科学基金が設立され、翌2001年にNPO法人化。

## 地震による原子力災害への警鐘
1995年、『核施設と非常事態 : 地震対策の検証を中心に』 を「日本物理学会誌」に寄稿。「地震」とともに「津波」に襲われた際の「原子力災害」を予見。
「地震によって長期間外部との連絡や外部からの電力や水の供給が断たれた場合には、大事故に発展」 するとして、早急な対策を訴えた。
福島第一原発 について、老朽化により耐震性が劣化している「老朽化原発」であり、「廃炉」に向けた議論が必要な時期に来ていると1995年の時点で指摘。 加えて福島浜通りの「集中立地」についても「大きな地震が直撃した場合など、どう対処したらよいのか、想像を絶する」と 、その危険に警鐘を鳴らしていた（以下は、引用）。
茨城県・東海第二原発でも外部電源が途絶、非常用発電機にも障害が発生。 翌月の地震では、宮城県・女川原発で外部電源の遮断により燃料プールの冷却が停止。2005年に運転開始の青森県・東通原発でも外部電源が途絶、非常用のディーゼル発電機が、燃料漏れ等で一時、全てが使用不能となるなどメルトダウンにつながりかねない異常事態が頻発。高木の想定は現実の危機となっている。

## 著作
- 『現代の博物誌 プルートーンの火』（1976年、現代教養文庫）
- 『科学は変わる 巨大科学への批判』（1979年、東洋経済新報社）
- 『スリーマイル島原発事故の衝撃 1979年3月28日そして… 』（1980年、社会思想社）
- 『いま、普段着の科学者として考えること』（1981年、オルターナティブを考える会）
- 『危機の科学』（1981年、朝日新聞社）
- 『米ソ核戦争が起ったら』（1981年、岩波書店）共著：西沢信正
- 『プルトニウムの恐怖』（1981年、岩波新書）:ISBN 400420173X
- 『元素の小事典』（1982年、岩波ジュニア新書）
- 『わが内なるエコロジー 生きる場での変革』（1982年、農山漁村文化協会）
- 『核時代を生きる 生活思想としての反核』（1983年、講談社現代新書）
- 『ぼくからみると』（1984年、福音館書店）共著：片山健
- 『少数派の力を見直す』（1984年、日本はこれでいいのか!市民連合）
- 『単位の小事典』（1985年、岩波ジュニア新書）
- 『いま自然をどうみるか』（1985年、白水社）
- 『科学とのつき合い方』（1986年、河合出版）
- 『エネルギーを考える』（1986年、岩崎書店）
- 『森と里の思想 大地に根ざした文化へ』（1986年、七つ森書館） 共著：前田俊彦
- 『チェルノブイリ 最後の警告』（1986年、七つ森書館）
- 『ヨーロッパ反原発の旅』（1986年、原子力資料情報室）
- 『原発事故 日本では?』（1986年、2011年復刊、岩波ブックレット）
- 『われらチェルノブイリの虜囚 ドキュメント・日本原発列島を抉る』（1987年、三一書房）
- 『科学の「世紀末」』（1987年、平凡社）共著：関曠野
- 『科学は変わる 巨大科学への批判』（1987年、現代教養文庫）
- 『あなたをおそう!!チェルノブイリ ひろがりつづける放射能汚染』（1987年、宇宙はてない社）
- 『あきらめから希望へ 生きる場からの運動』（1987年、七つ森書館） 共著：花崎皋平
- 『プルートーンの火 地獄の火を盗む核文明』（1988年、社会思想社）
- 『チェルノブイリ月誌』（1988年、反原発運動全国連絡会）
- 『もし……どっちのみちへいこうかな』（1988年、福音館書店）絵：中野ひろたか
- 『巨大事故の時代』（1989年、弘文堂）
- 『エネルギーをかんがえる 消費社会をこえて』（1989年、日本ライトハウス）
- 『食卓にあがった死の灰』（1990年、講談社現代新書）共著：渡辺美紀子
- 『核燃料サイクル施設批判』（1991年、七つ森書館）
- 『チェルノブイリ事故抹殺は許されない IAEA報告批判』（1991年、原子力資料情報室）
- 『核の世紀末 来るべき世界への構想力』（1991年、農山漁村文化協会）
- 『原発に子孫の命は売れない 舛倉隆と棚塩原発反対同盟23年の闘い』（1991年、七つ森書館）共著：恩田勝亘
- 『マリー・キュリーが考えたこと』（1992年、岩波ジュニア新書）
- 『反原発、出前します!! 高木仁三郎講義録』（1993年、七つ森書館）
- 『プルトニウムを問う 国際プルトニウム会議・全記録』（1993年、社会思想社）
- 『原発をよむ』（1993年、アテネ書房）
- 『高木仁三郎が語るプルトニウムのすべて』（1994年、原子力資料情報室）
- 『プルトニウムの未来 2041年からのメッセージ』（1994年、岩波新書）
- 『宮沢賢治をめぐる冒険 水や光や風のエコロジー』（1995年、社会思想社）：ISBN 4390603892
- 『もんじゅ事故の行きつく先は?』（1996年、岩波ブックレット）
- 『このままだと「20年後のエネルギー」はこうなる』（1998年、カタログハウス）
- 『MOX総合評価』（1998年、七つ森書館）
- 『市民の科学をめざして』（1999年、朝日新聞社）
- 『市民科学者として生きる』（1999年、岩波新書）
- 『若者たちが見た20年目のスリーマイル島原発』（2000年、原子力資料情報室）共著：伊豆英恵
- 『原子力神話からの解放 日本を滅ぼす九つの呪縛』（2000年、光文社→講談社+α文庫）
- 『証言 核燃料サイクル施設の未来は』（2000年、七つ森書館）
- 『鳥たちの舞うとき』（2000年、工作舎 ）ISBN 978-4-87502-338-8
- 『原発事故はなぜくりかえすのか』（2000年、岩波新書）
- 『人間の顔をした科学』（2001年、七つ森書館）
- 『高木仁三郎著作集』全12巻（2001年 - 2004年、七つ森書館）
- 『知ればなっとく脱原発』（2002年、七つ森書館）共著：久米三四郎、西尾漠、小林圭二、小出裕章ほか
- 『新装版 チェルノブイリ原発事故』（2011年、七つ森書館）
- 『新装版 食卓にあがった放射能』（2011年、七つ森書館）共著：渡辺美紀子
- 『新装版 反原発、出前します 原発・事故・影響そして未来を考える』（2011年、七つ森書館）
- 『いま自然をどうみるか（新装版）』（2011年、白水社）
- 『あきらめから希望へ 高木仁三郎対論集』（2011年、七つ森書館）共著：花崎皋平、前田俊彦
- 『新装版 宮澤賢治をめぐる冒険 水や光や風のエコロジー』（2011年、七つ森書館）
- 『高木仁三郎セレクション』（2012年、岩波現代文庫）

### 共著
- 前田哲男『核に滅ぶか?』径書房〈こみち双書2〉、1984年12月10日。NDLJP:11926273。(要登録)

### 訳書
- ゴッドフレイ・ボイル『太陽とともに 自然と共存する技術』（1978年、現代教養文庫）
- ヘレン・コルディコット『核文明の恐怖 原発と核兵器』（1979年、岩波書店）
- リチャード・カーチス、エリザベス・ホーガン『原子力 その神話と現実』（1981年、紀伊國屋書店）
- リチャード・J・アンダーソン『原子炉危険性国際研究 グリーンピース委託研究 要約と結論』（1986年、原子力資料情報室）
- リチャード・E・ウェッブ『原発事故はどうおこるか チェルノブイリより危険な軽水炉』（1992年、原子力資料情報室）
- リチャード・カーチス、エリザベス・ホーガン『原子力 その神話と現実 増補新装版』（2011年、紀伊國屋書店）

### 関連書籍
- 『希望の未来へ 市民科学者・高木仁三郎の生き方』（2004年、七つ森書館）著：鎌田慧、佐高信、澤地久枝、久米三四郎、斎藤文一ほか